# Hydrozoa
Hydrozoa (do grego hydra, serpente d'água + zoon, animal) é uma classe do filo Cnidaria. Com cerca de 3.770 espécies conhecidas. Os membros dessa classe são medusóides ou polipóides ou exibem ambas as formas em seu ciclo de vida.
Alguns hidrozoários mais conhecidos são a Garrafa-azul ou (caravela-portuguesa, Physalia physalis), a Hydra e a Obelia.
As características distintivas dos hidrozoários são:
- Mesogléia acelular
- Cavidade gastrovascular sem divisões
- Gónadas de origem ectodérmica
- Cnidócitos só na epiderme
- Modo de vida colonial
- Polimorfismo, colônias constituidas por elementos com funções específicas e com e alto grau de coordenação

As hidromedusas planctônicas são pequenas e têm uma vela e um manúbrio.

## Evolução
Os hidrozoários mais primitivos são provavelmente as espécies medusóides, nas quais a actínula pelágica desenvolve-se diretamente em medusa adulta. Tal ciclo de vida também pode ser primitivo para o filo.
A forma polipóide pode ter surgido em alguma espécie medusóide na qual a actínula passou por um período de ligação anterior ao desenvolvimento em um adulto pelágico; ou seja, a actínula presa foi o primeiro pólipo.
Os estágios polipóides iniciais, incluindo a actínula presa, reproduziram-se provavelmente assexuadamente por brotamento. A ligação persistente dos brotos levou a espécies polipóides coloniais chamadas hidróide, que hoje compôe a maioria dos hidrozoários.
A evolução de um esqueleto (sustentação) e do polimorfismo (divisão de trabalho) tem sido associada à organização colonial.
As espécies solitárias nuas (Hydra e o pólipo Gonionemus) provavelmente derivam de formas polipóides iniciais que não eram coloniais.
A supressão da medusa por meio da ligação ao pólipo e a subseqüente redução evoluíram independentemente em diferentes linhagens de Hydrozoa, e as espécies vivas exibem todos os graus de redução na forma medusóide.

### Classificação
A classe Hydrozoa subdivide-se nas seguintes ordens:
- Subclasse Hydroidolina
  - Ordem Anthomedusae
  - Ordem Leptomedusae
  - Ordem Siphonophorae;
- Subclasse Trachylinae;
  - Ordem Actinulidae;
  - Ordem Limnomedusae
  - Ordem Narcomedusae;
  - Ordem Trachymedusae